# Николай Николаев (актьор)
Вижте пояснителната страница за други личности с името Николай Николаев.
Николай Стефанов Николаев е български актьор. Известен е и с псевдонима Бате Николай.

## Ранни години
Николай Николаев е роден на 18 октомври 1940 г. в Силистра. Син е на Стефан Николаев, внук на поп Никола, свещеник от Русе и родственик на Васил Левски. Брат е на илюзиониста Васил Николаев-Орфи. Баща е на българския художник Стефан Николаев.
През 1947 г. семейството му се премества да живее в София. Баща му става директор на Музикалния театър.
Артистичната картина на рода допълват сестрата на майка му Теофана Калинова и свако му Любен Калинов, които са едни от големите комедийни артисти на България.

## Кариера
Завършва ВИТИЗ „Кръстьо Сарафов“ в класа на проф. д-р Кръстьо Мирски през 1965 г. Играе 26 години на сцената на Народния театър.
Николай Николаев започва работа в БНТ през 1964 г., а през 1967 създава най-дълго просъществувалото в Европа детско предаване „Сладкарница Захарно петле“. С това предаване изгрява неговата звезда като „Бате Николай“, което води заедно с Мариана Аламанчева. Заедно с актьора Марин Неделчев влизат в трупата на италианския цирк „Нандо Орфей“ и правят големи турнета като клоуни-фокусници. Участва в Коледна програма за телевизията – „Манежа на сънищата“, с участието на Елизабет Тейлър.
Под псевдонима „професор Коко“ завежда „Клиника по психо и смехотерапия“ в Института „Пирогов“, носител на държавни отличия, академик от Българската академия за наука и изкуство (БАНИ). От 2002 година е пенсионер, но и след това се изявява актьор.
През 1984 г. създава Държавния вариететен театър в Габрово, който просъществува 10 г.

## Смърт
Николай Николаев умира на 6 март 2018 г. на 77 години след прекаран инсулт.

## Награди и отличия
- Заслужил артист (1977)

## Театрални роли
- „Хъшове“ на Иван Вазов – Бръчков
- „Сенките на забравените деди“ на Карл Сейгън
- „Иван Кондарев“ на Емилиян Станев – Цар Борис III
- „Глупаци“ на Нийл Саймън
- „Нашенци“ по Чудомир
- „Двубоят на столетието“ – Гьбелс
- „Лайпцигския процес“ – Ван дер Любе
- „Под игото“ (Иван Вазов) – Колчо слепеца
- „Иван Кондарев“ – цар Борис III

## Телевизионен театър
- „Ах, този вуйчо“ (1988) (тв мюзикъл), 2 части
- „Арсеник и стара дантела“ (1979) (от Джоузеф Кесълринг, реж. Асен Траянов), 2 части
- „Убийство в библиотеката“ (1975) (Брягинский и Рязанов)
- „Война в джунглата“ (1974) (Димитър Подвързачов)
- „Лют звяр“ (1973) (Никола Русев)
- „Тайната на младостта“ (1972) (Миклош Дярваш)
- „Албена“ (1968) (Йордан Йовков)
- „Болничната стая“ (1964)

### Като режисьор
- „Трето българско царство и половина“

## Филмография
| Година | Филми и сериали               | Серии | Роля                                                           |
| ------ | ----------------------------- | ----- | -------------------------------------------------------------- |
| 2015   | Коледата на една кукла        |       | стария занаятчия                                               |
| 2015   | Връзки                        | 20    | учител (в 6 серия)                                             |
| 2014   | Учител                        |       | Димов, учителят по дърворезба                                  |
| 2007   | Приключенията на един Арлекин | 4     | Коцето                                                         |
| 1996   | Бизнесмен                     |       | продавач на книги / чичото на Марио                            |
| 1985   | Константин Философ            | 2     | византиец                                                      |
| 1983   | Константин Философ            | 6     | византиец (във 2-ра серия)                                     |
| 1981   | Игра с огъня                  |       | собственикът на стрелбището                                    |
| 1981   | Оркестър без име              |       | Леопарди                                                       |
| 1980   | Приключенията на Авакум Захов | 6     | д-р Анастаси Буков, ветеринарен лекар – (в 5 серии: 1,2,3,4,5) |
| 1978   | Пантелей                      |       | нелегалният                                                    |
| 1974   | На живот и смърт              | 3     | поручикът                                                      |
| 1974   | Нако, Дако, Цако              | 3     | Николай Николаев (в 1-ва „Коминочистачи“)                      |
| 1972   | Обич                          |       | приятел на Мария                                               |
| 1972   | Трета след Слънцето           | 2     | мъжката маймуна                                                |
| 1964   | Конникът                      |       | комсомолският секретар                                         |
| 1964   | Невероятна история            |       |                                                                |

## Дублаж
- „Играта на играчките“ – Господин Картоф, 1996
- „Играта на играчките 2“ – Господин Картоф, 2008
- „Играта на играчките 3“ – Господин Картоф, 2010
- „Невероятните неприключения на Флапджак“ – Капитан Скръц, 2009-2011